# Adalbert von Neipperg
Pour les articles homonymes, voir von Neipperg.
Adalbert von Neipperg, osb, né le 31 mars 1890 à Meran (Tyrol du Sud) mort assassiné le 23 décembre 1948 à Werschetz en Yougoslavie, est un bénédictin allemand, premier abbé de l'abbaye de Neuburg dans le Bade-Wurtemberg.

## Biographie
Né Karl von Neipperg, il est issu d'une lignée illustre de la noblesse Allemande qui fit aussi souche en Autriche. Il est le fils du comte Reinhard von Neipperg (1856-1919) et le petit-fils du comte Erwin von Neipperg (1813-1897), époux de la princesse Marie-Rose de Lobkowitz, et arrière-petit-fils du comte Adam-Albert de Neipperg.Il passe son enfance dans le château familial de Schwaigern, près d'Heilbronn.
Il prend l'habit à l'abbaye de Beuron sous le nom de religion d'Adalbert en 1911 et est ordonné en 1920. Il enseigne alors la théologie morale. Il est nommé prieur de l'abbaye de Vaals aux Pays-Bas et devient en 1929 le premier abbé de l'abbaye de Neuburg rachetée par la congrégation en 1926. Il démissionne à cause de sa santé en 1934 et est appelé en Autriche à l'abbaye de Seckau en Styrie. Il est directeur spirituel de l'abbaye de Bertholdstein auprès des bénédictines, puis il est chargé de l'abbaye de Windisch-Freistritz en Slovénie. Il s'occupe après la guerre des prisonniers de guerre malades et blessés à Maribor.
Il est emprisonné par les communistes au camp de Werschetz, où il est assassiné en 1948. Ses restes sont rapatriés à l'abbaye de Neuburg en 1989.

## Liens internes

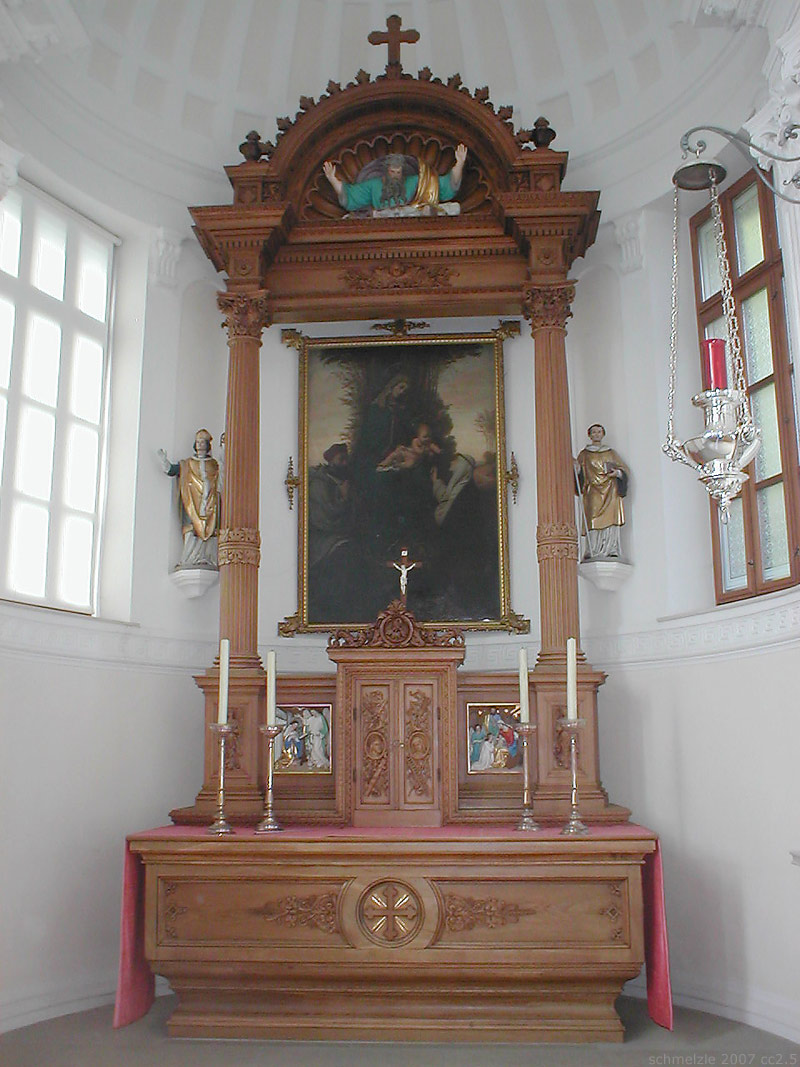
Autel de la chapelle privée du château de Schwaigern